# Liste des municipalités du Durango

Armoiries de l'État de Durango

L'État de Durango, au Mexique, est divisé en 39 municipalités. Sa capitale est Victoria de Durango.

## Liste des municipalités et des codes INEGI associés
Le code INEGI complet de la municipalité comprend le code de l'État - 10 - suivi du code de la municipalité. Exemple : Durango = 10005. Chaque municipalité comprend plusieurs localités portant leur propre code. Ainsi, pour le chef-lieu de la municipalité de Durango, Victoria de Durango = 100050001.

État de Durango

Carte des municipalités de l'État de Durango

| Code INEGI | Municipalité          | Ville principale            | Code | Municipalité          | Chef-lieu de la municipalité            |
| ---------- | --------------------- | --------------------------- | ---- | --------------------- | --------------------------------------- |
| 001        | Canatlán              | Ciudad Canatlán             | 021  | Peñón Blanco          | Peñón Blanco                            |
| 002        | Canelas               | Canelas                     | 022  | Poanas                | Ciudad Villa Unión                      |
| 003        | Coneto de Comonfort   | Coneto de Comonfort         | 023  | Pueblo Nuevo          | El Salto                                |
| 004        | Cuencamé              | Cuencamé de Ceniceros       | 024  | Rodeo                 | Rodeo                                   |
| 005        | Durango               | Victoria de Durango         | 025  | San Bernardo          | San Bernardo                            |
| 006        | Général Simón Bolívar | General Simón Bolívar       | 026  | San Dimas             | Tayoltita                               |
| 007        | Gomez Palacio         | Gómez Palacio               | 027  | San Juan de Guadalupe | San Juan de Guadalupe                   |
| 008        | Guadalupe Victoria    | Ciudad Guadalupe Victoria   | 028  | San Juan del Río      | San Juan del Río del Centauro del Norte |
| 009        | Guanaceví             | Guanacevi                   | 029  | San Luis del Cordero  | San Luis del Cordero                    |
| 010        | Hidalgo               | Villa Hidalgo               | 030  | San Pedro del Gallo   | San Pedro del Gallo                     |
| 011        | Indé                  | Indé                        | 031  | Santa Clara           | Santa Clara                             |
| 012        | Lerdo                 | Ciudad Lerdo                | 032  | Santiago Papasquiaro  | Santiago Papasquiaro                    |
| 013        | Mapimí                | Mapimí                      | 033  | Súchil                | Súchil                                  |
| 014        | Mezquital             | San Francisco del Mezquital | 034  | Tamazula              | Tamazula de Victoria                    |
| 015        | Nazas                 | Nazas                       | 035  | Tepehuanes            | Santa Catarina de Tepehuanes            |
| 016        | Nombre de Dios        | Nombre de Dios              | 036  | Tlahualilo            | Tlahualilo de Zaragoza                  |
| 017        | Ocampo                | Villa Ocampo                | 037  | Topia                 | Topia                                   |
| 018        | El Oro                | Santa María del Oro         | 038  | Vicente Guerrero      | Ciudad Vicente Guerrero                 |
| 019        | Otáez                 | Santa María de Otáez        | 039  | Nuevo Ideal           | Nuevo Ideal                             |
| 020        | Pánuco de Coronado    | Francisco I. Madero         |      |                       |                                         |